# New Orleans

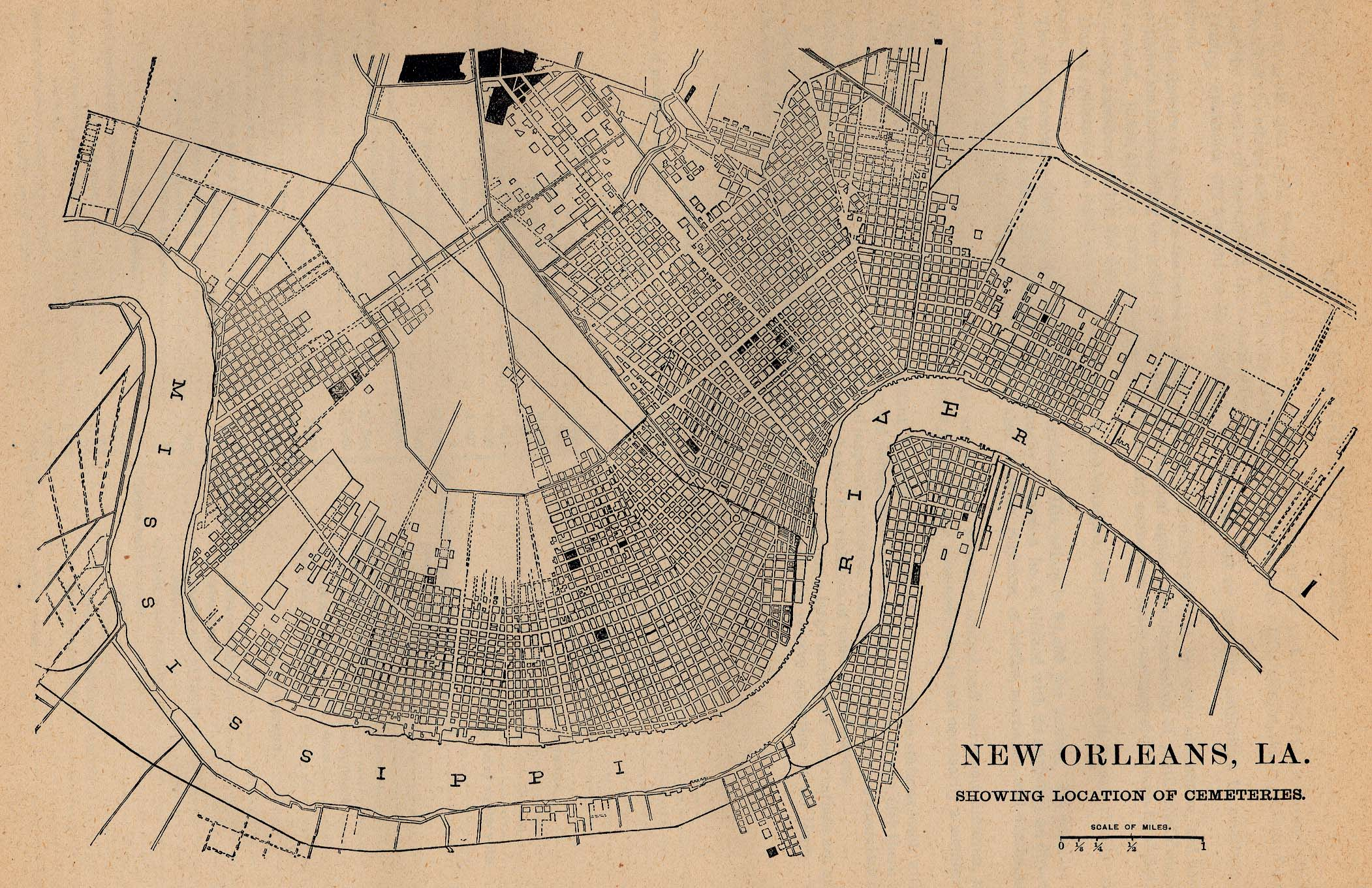
Harta orașului din anul 1880

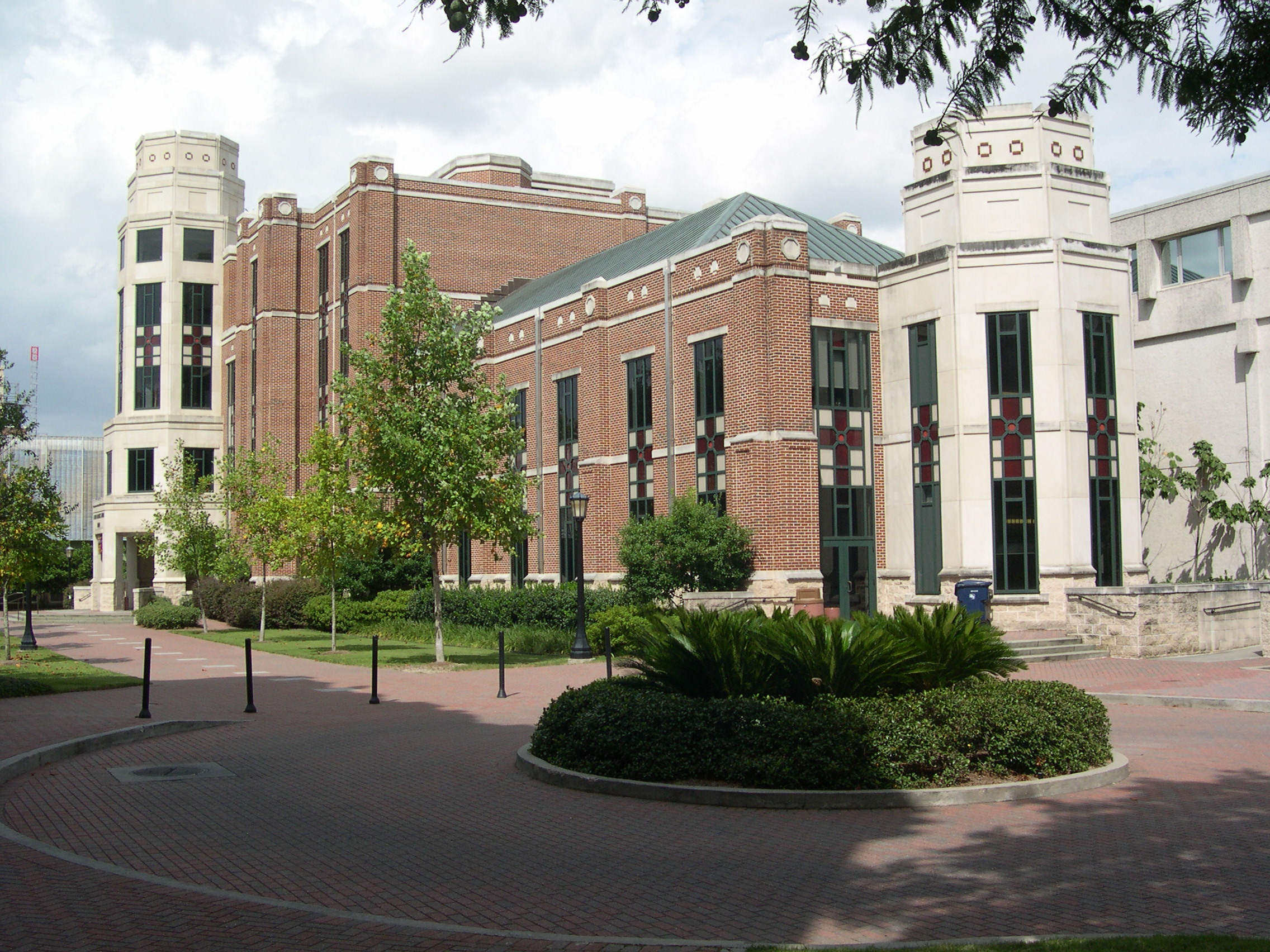
Loyola University

New Orleans (pronunțat /njuː ˈɔrlɪnz/, /njuː ˈɔrliənz/, /njuː ɔrˈliːnz/ sau /ˈnjɔrlənz/; în franceză La Nouvelle-Orléans [la nuvɛlɔʁleɑ̃] ⓘ) este un oraș din statul Louisiana, Statele Unite ale Americii. Conform datelor recensământului din 2010, New Orleans avea o populație de 343.829 de locuitori.
Cu ajutorul a numeroase pompe mari, în anii 1910 compania Albert Baldwin Wood a reușit să usuce terenul orașului, care era înconjurat de mlaștini.
New Orleans (inițial Nouvelle-Orléans) a fost numit după Orléans, un oraș situat pe malul Râului Loara, în centrul Franței. New Orleans este cunoscut pentru cartierul vechi French Quarter (Cartierul francez), cu arhitectura din perioada de colonizare spaniolă și franceză, precum și pentru bucătăria creolă, și este considerat leagănul jazzului. New Orleans este, de asemenea, renumit pentru festivaluri, mai ales Mardi Gras. Orașul este adesea menționat ca unul aparte din America.
New Orleans este situat în sud estul Louisianei, transzonale râului Mississippi. Orașului și Orleans parohie (franceză: paroisse d'Orléans) sunt limitrofe. Orașului și parohia sunt delimitate de parohiile Sf. Tammany la nord, Sf. Bernard la est, Plaquemines la sud și Jefferson la sud și vest. Lacul Pontchartrain, din care o parte este inclusă în limitele orașului, se află la nord și Lacul Borgne se află la est.

## Istoric

### Începuturile - secolul al XIX-lea
Vezi de asemenea: Războiul Civil American
Nouvelle-Orléans (New Orleans) a fost fondat pe 7 mai 1718, de către Compania de Mississippi franceză, sub conducerea lui Jean-Baptiste Le Moyne de Bienville, pe terenul locuit de indienii Chitimacha. A fost numit în onoarea ducelui Philippe d'Orléans, care a fost regent al Franței la timpul respectiv. Colonia franceză a fost cedată Imperiului spaniol în Tratatul de la Paris (1763). În timpul American Revolutionary War, New Orleans a fost un important port de contrabandă, ajutor pentru rebeli, transportul echipamentelor militare și livrările până la fluviul Mississippi. Bernardo de Gálvez y Madrid, Contele Gálvez lansat cu succes campania Sudului împotriva britanicilor din oraș în 1779. New Orleans a rămas sub control spaniol până în 1801, când a revenit la controlul francez. Aproape toate de supraviețuitor al XVIII-lea arhitectura Vieux Carré (Cartierul francez) datează din această perioadă spaniolă. Excepția cea mai notabilă este vechea mănăstire a ursulinelor. Napoleon a vândut teritoriul Statelor Unite în Louisiana Purchase în 1803. După aceea orașul a crescut rapid cu fluxuri de americani, francezi, creoli, irlandezi, germani și africani. Culturile majore de zahăr și de bumbac erau cultivate cu sclavi, pe plantațiile mari situate în afara orașului.

### Bătălia de la New Orleans(1815)
Revoluția haitiană s-a încheiat în 1804 și a stabilit Republicii al doilea în emisfera vestică și primul condus de negri. Acesta ar fi avut loc pe mai mulți ani în care a fost apoi Colonia franceză din Saint-Domingue. Mii de refugiați de la revoluție, albii și de oameni liberi de culoare (affranchis sau gens de couleur libres), a ajuns în New Orleans, adesea aducerea de sclavi din Africa cu ei. În timp ce guvernatorul Claiborne și alți oficiali ai vrut să păstreze mai mult oameni liberi negre, Creolii franceză vrut să crească populație vorbitoare de limbă franceză. Ca mai mult de refugiați au fost permise în Louisiana, emigranții haitieni care au plecat mai întâi în Cuba, de asemenea, a sosit. Multe dintre francophones alb au fost deportați de oficialii în Cuba ca răspuns la Bonapartist scheme în Spania.
Aproape 90 la sută din imigranți noi s-a stabilit în New Orleans. Migrarea 1809 a adus 2,731 albi; 3,102 gratuit persoane de origine africană; și 3,226 persoane de origine africană, dublarea populația orașului vorbitoare de limbă franceză. Orașul a devenit 63 la sută negru în populație, o proporție mai mare decât Charleston, Carolina de Sud 53 la sută.
În timpul ultima campanie de războiul din 1812, britanic a trimis o forță de 11.000 de soldați în încercarea de a capta New Orleans. În ciuda provocărilor de mare, tineri Andrew Jackson cu succes pietruite împreună un echipaj pestriță de miliție locale, gratuit negrii, US Army obisnuitii, Kentucky letoni și locale privateers pentru a învinge decisiv trupele britanice, condus de Sir Edward Pakenham, în Bătălia de la New Orleans la 8 ianuarie 1815. Armatele au avut cunoștință că Tratatul din Ghent au încheiat deja Războiul pe 24 decembrie 1814.
Ca principalul port, New Orleans a jucat un rol important în timpul epocii antebellum în Oceanul Atlantic de comerț cu sclavi. Portul său, de asemenea, manipulate uriașe cantități de mărfuri pentru export de bunuri interne și importate din alte țări, care au fost depozitate și apoi transferat în New Orleans vase mai mici și distribuite lungimea și lățimea de vasta cumpăna apelor Râul Mississippi . Râul în fața orașului a fost umplut cu steamboats, flatboats, și nave de navigatie. În ciuda relațiile sale cu comerțul cu sclavi, New Orleans în același timp a avut cel mai mare și cea mai prosperă comunitate gratuit persoanelor de culoare în națiune, care au fost adesea educați și clasa de mijloc de proprietari.
Piticul populației în alte orașe în antebellum Sud, New Orleans a avut cea mai mare piață de sclav în comerțul cu sclavi interne, care a extins după încetarea Statelor Unite comerțului internațional în 1808. Două-treimi din mai mult de un milion sclavi adus în Deep de Sud a ajuns prin migrație forțată a intern comerțul cu sclavi. Banii generată de vânzările de sclavi din sudul superior a fost estimat la cincisprezece la sută din valoarea economiei discontinue culturilor. Sclavii reprezentat jumătate un miliard de dolari în proprietate, precum și o economie auxiliare a crescut în jurul comerțului cu sclavi — pentru transport, locuințe și îmbrăcăminte, taxe, etc, estimate la 13,5% din prețul per persoană. Toate acestea s-au ridicat la zeci de miliarde de dolari (dolari 2005, ajustate la inflație) în timpul perioadei antebellum, cu New Orleans ca prim beneficiar.
Potrivit istoricului Paul Lachance, "adăugarea de imigranți alb la alb populația creolă activat vorbitori de franceză să rămână o majoritate de populația albă până la aproape 1830. În cazul în care o parte substanțială a gratuit persoanelor de culoare și sclavi a vorbit, de asemenea, franceză, cu toate acestea, Comunitatea galic ar fi devenit o minoritate din totalul populației cât mai devreme ca 1820." Un număr mare de imigranți germani și irlandez au început să sosească în acest moment. Populația orașului dublat în anii 1830 și 1840, New Orleans a devenit mai bogate și treilea cel mai populat oraș în națiunii. În anii 1850, alb Francophones a rămas o comunitate intact și vibrante; au menținut instrucțiuni în limba franceză în două din cele patru scoala districte.
Deoarece elita creol că, în timpul războiului, a schimbat lumea lor. În 1862, Uniunii generale Ben Butler abolit francez de instruire in scolile și măsurile statewide în 1864 și 1868 multă politica. Până la sfârșitul secolului al XIX-lea, franceză de utilizare în oraș a stins în mod semnificativ. Cu toate acestea, abia în 1902 "un sfert din populația orașului a vorbit franceză în relațiile obișnuite zilnic, în timp ce un alt două sferturi a fost capabil să înțeleagă limba perfect," și abia în 1945, unul întâlnit încă vârstnici femeile Creole, care vorbea limba engleză nu. Ultimul ziar majore limba franceză în New Orleans, L'Abeille de la Nouvelle-Orléans, încetat publicarea pe 27 decembrie 1923, după nouăzeci și șase de ani; după unele surse Le Courrier de la Nouvelle Orleans a continuat până în 1955.
În timpul Războiului Civil American, Uniunea capturat New Orleans timpurii; orașul a fost cruțată distrugerea suferit de multe alte orașe din America de Sud.
În timpul reconstrucției, New Orleans, a fost în Al cincilea District Militar al Statelor Unite. Louisiana a fost readmise în Uniune în 1868, și său Constituția din 1868 acordat sufragiu universale bărbăția. Ambele negru și alb au fost aleși pentru birouri locale și de stat. În 1872, apoi-guvernator PBS Pinchback a reușit Henry Clay Warmouth ca guvernator al Louisiana, devenind primul non-alb guvernator al unui stat al SUA, și ultima afro-americani să conducă un stat SUA până Douglas Wilderalegeri în Virginia, 117 ani mai târziu. În New Orleans, reconstrucție a fost marcat de Institutul de mecanica cursa riot (1866). Orașul operat cu succes o rasial integrat sistem de școală publică. Deteriorarea grindurile și orașe de-a lungul fluviului Mississippi afectate culturilor Sud și Comerțului pentru orașul-port de ceva timp, ca guvernul a încercat să restabilirea infrastructurii. La nivel national panica din 1873 , de asemenea, încetinit de redresare economică.
Reconstructia s-a încheiat în Louisiana în 1877. Din 1874, White League, un grup paramilitar insurgente, care a sprijinit Partidul Democrat, au reușit să perturba și suprimarea voturi negru în mai multe alegeri și fugi de republicani officeholders. Cu ajutorul lor, alb democrați, așa-numitele Redeemers, a recâștigat controlul asupra legislativul statului. Ele impuse Jim Crow legile, impunerea segregării rasiale și, cu noi legi și Constituția și alegerea la sfârșitul secolului, disfranchising negrilor. Imposibilitatea de a vota, afro-americani nu ar putea servi jurii sau în biroul local, și au fost închise din politica de mai multe generații în statul. Scolile publice au fost separate rasial și a rămas astfel până în 1960.
New Orleans mare comunitate de bine educat, adesea francofone gratuit persoanelor de culoare (gens de couleur libres), care nu au fost înrobit înainte de Războiul Civil, a încercat să riposteze împotriva Jim Crow. Ca parte a campaniei lor, au recrutat-unul din propria lor, Plessy de Homer, pentru a testa dacă Louisiana a adoptat recent Separate Car Act a fost constituționale. Plessy au urcat la bordul unui tren de navetiști pleacă New Orleans pentru Covington, Louisiana, așezat în mașină rezervate pentru albi numai, și a fost arestat. Cazul care rezultă din acest incident, Plessy v. Ferguson, a fost audiat de către Curtea Supremă a SUA în 1896. Instanței, în a găsi că "separate, dar egali" spațiile de cazare au fost constituționale, a admis în mod eficient Jim Crow măsuri. În practică, afro-american școlile publice și spații de cazare au fost în general subfinanțate. Guvernământ a contribuit la această perioadă ca negura relațiilor cursa atins în această perioadă.

### În secolul al XX-lea

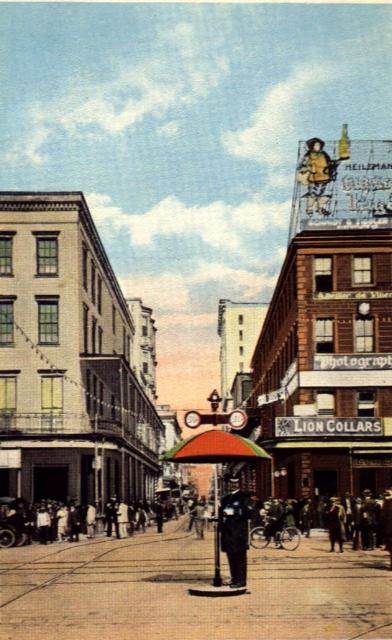
New Orleans circa 1910

New Orleans a atins sale cele mai consecvente poziția ca un economice și centrul de populație în alte orașe americane în decenii înainte de 1860; cât mai târziu în acel an, a fost națiunii-al cincilea cel mai mare oraș și de departe cea mai mare din America de Sud. Deși New Orleans a continuat să crească în dimensiune, din secolul al XIX-lea incoace, primul emergente industriale si cai ferate hub-uri din Midwest preluat oraș în populație, apoi metropolele creștere rapidă de pe coasta Pacificului în zeci de ani înainte și după rândul său, a secolului 20, atunci alte orașe Sun centura în sud și vest în perioada de al doilea război mondial postbelică a depasit New Orleans în populație. Construcții de căi ferate și autostrăzi a scăzut de râul trafic, bunuri coridoare de transport și alte piețe de redirecționare. La sfârșitul anilor 1800, majoritatea 10 ani recensăminte descris New Orleans alunecare în jos lista de orașe americane. Mi-a amintit la fiecare zece ani de importanța sa relativă în declin, New Orleans ar monta periodic încercări de a recâștiga sale economice vigoarea și întâietate, cu diferite grade de succes. În 1950, Census Bureau raportat populației New Orleans ca 68% alb și 31,9% negru.
De la mijlocul secolului 20, noua Orleanians a văzut că orașul lor a fost fiind depășit ca zona urbana lider în Sud. 1950, Houston, Dallas , si Atlanta depășit New Orleans în mărime și în 1960 Miami eclipsat New Orleans, chiar ca populația acesteia a ajuns la ceea ce ar fi său istoric de vârf în acel an. Ca cele mai vechi orașe americane în perioada postbelică, Autostradă construcție și dezvoltare suburbane a atras rezidenți din centrul orașului, deși în New Orleans zona metropolitană a continuat extinderea în populație – nu doar ca rapid și alte orașe importante din Sun centura. În timp ce portul a rămas unul dintre cele mai mari în națiune, automatizare și containerizarea dus la pierderi semnificative de locuri de muncă. Scădere relativă a orașului statura a însemnat că rolul fostului bancher la sud inexorabil a fost înlocuit de companii concurente în orașele mai mari de la egal la egal. New Orleans economiei au întotdeauna fost mai se bazează pe comerț și servicii financiare decât pe fabricație, dar sectorul de productie relativ mic al orașului, de asemenea, s-au redus în perioada de al doilea război mondial postbelică. În ciuda unor succese de dezvoltare economica sub administrația DeLesseps "Ovidiu" Morrison (1946–1961) și Vic Schiro (1961–1970), rata de creștere metropolitane New Orleans în mod constant a rămas în urmă orașe mai viguroase.

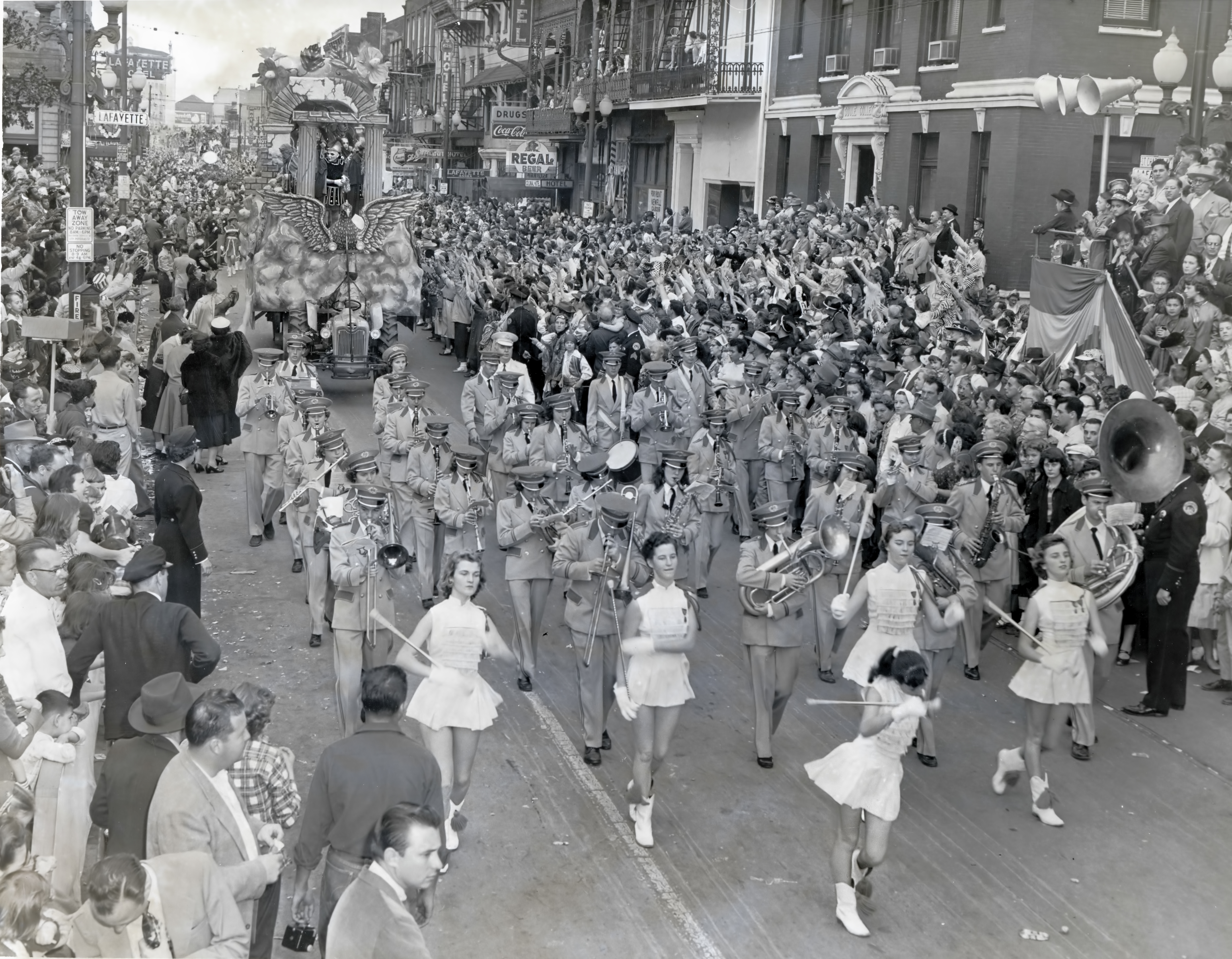
Mardi Gras în New Orleans, 1956

În timpul ani mai târziu, administrației lui Morrison, și pentru toate elementele de Schiro pe, orașul a fost la centrul de a lupta pentru drepturile civile. Sudul Christian Leadership conferinta a fost fondată în oraș, prânz contra sit-in au avut loc în Canal Street magazine, precum și o serie foarte proeminente și violente de confruntări a avut loc când orașul a încercat desegregarea școală, în 1960. Acest episod a asistat la prima ocazie a unui copil negru, participarea la o școală elementară de albi din sud, când șase-an-vechi Ruby poduri integrată William DDE Elementary School din oraș Al nouălea Ward. Mișcarea drepturilor civile de succes în obținerea trecerea Federală Legea drepturilor civile din 1964 și vot legea drepturilor de 1965 furnizate de aplicare a drepturilor constituționale, inclusiv de vot pentru negri. Împreună, acestea au dus la cele mai profunde modificări din New Orleans istoria secolului XX. Deși egalitatea juridice și civile au fost restabilite la sfârșitul anilor 1960, un mare decalaj în nivelurile de venit și studii persistente între orașului alb și afro-american comunități. Ca membrii clasei de mijloc și mai bogate de ambele curse stânga centrul city, a scăzut nivelul de veniturilor populației sale și a devenit proporțional mai multe African American. Din 1980, majoritatea afro-american a funcționarii aleși din propria comunitate. Ei au luptat pentru a restrânge golul prin crearea condițiilor propice pentru ridicarea economică din comunitatea afro-american.
New Orleans a devenit tot mai dependentă de turism ca un stâlp economice, prin administrațiile de Sidney Barthelemy (1986–1994) și Marc Morial (1994–2002). Un nivel relativ scăzut de studii, rate ridicate de uz casnic sărăciei și creșterea criminalității amenințat prosperitatea orașului în ultimele decenii mai târziu de secolul al. Efectele negative ale acestor condiții socio-economice în contrast cu modificări la economia Statelor Unite, care s-au bazat pe o paradigmă post-industrială, bazată pe cunoaștere, în cazul în care creierul au fost mult mai important pentru avansarea decât brawn.
New Orleans guvernul și liderii de afaceri crede că au nevoie să se scurgă zonele periferice, să se prevadă extinderea orașului. Dezvoltarea cele mai ambițioase în această perioadă a fost un plan de drenaj, conceput de către inginer și inventator A. Baldwin lemn și conceput pentru a sparge mlaștină înconjurătoare stranglehold pe extinderea geografică a orașului. Până atunci, dezvoltare urbană în New Orleans a fost în mare parte limitată la sol mai mare de-a lungul râului naturale grindurile și Bayou. Sistem de pompe de lemn pe permis orașului să imens tracts de mlaștină și mlaștina de scurgere și extinde în zonele joase. În secolul XX, rapidă tasarea, atât naturale și induse de om, a lăsat aceste zone nou populate cativa metri sub nivelul mării.
New Orleans a fost vulnerabile la inundații, chiar înainte de a orașului amprenta a plecat la sol mare naturale lângă Râul Mississippi. În secolul XX-lea, cu toate acestea, oamenii de știință și New Orleans rezidenți treptat a devenit conștient de vulnerabilitate sporită a orașului. În 1965, Uraganul Betsy ucis zeci de locuitori, deși cea mai mare parte a orașului a rămas uscat. Induse de ploaie de inundații din 8 mai 1995 demonstrează slăbiciune a sistemului de pompare. După acest eveniment, au fost luate măsuri pentru a face upgrade dramatic capacitatea de pompare. Prin anii 1980 și 1990, oamenii de stiinta a observat că extinse, rapid și în curs de desfășurare eroziunii de mlaștini și mlaștina din jurul New Orleans, în special cele legate de fluviul Mississippi – Canal de evacuare din Golf, au părăsit orașul mai expuși la Uraganul induse catastrofică furtuni decât înainte în istoria sa.

### Uraganul Katrina
Vezi de asemenea: Uraganul Katrina
New Orleans a fost catastrofal afectate de ce Universitatea din California-Berkeley pe Dr. Raymond B. Seed numit "cel mai rău inginerie dezastru în lumea de la Chernobyl," când sistemul Federal dig nu a reușit în timpul Uraganului Katrina în 2005. În momentul de uragan abordat orașul la sfarsitul lunii August 2005, majoritatea locuitorilor a evacuat. Așa cum Uraganul trecut prin Gulf Coast regiune, oraș de protecție împotriva inundațiilor federale sistemul nu a reușit, care rezultă în caz de dezastru mai grave de inginerie civilă în istoria americană. Floodwalls și grindurile construite de Armata corpului de ingineri de Statele Unite nu a reușit mai jos specificațiile de proiectare și 80% din orasul inundat. Zeci de mii de locuitori care au rămas în oraș au fost salvat sau altfel făcute modul lor de a adăposturi de ultimă la Louisiana Superdome sau New Orleans și Convention Center. Mai mult de 1.500 de persoane au fost înregistrate ca au murit în Louisiana, iar altele sunt încă inventar pentru. Înainte de uraganul Katrina, orașul numit pentru prima obligatorie evacuarea în istoria sa, să fie urmat de un alt evacuarea obligatorie trei ani mai târziu, cu Uraganul Gustav.

## Clima
| Date climatice pentru New Orleans (New Orleans Int'l), normale 1981–2010, extreme 1893–prezent | Date climatice pentru New Orleans (New Orleans Int'l), normale 1981–2010, extreme 1893–prezent | Date climatice pentru New Orleans (New Orleans Int'l), normale 1981–2010, extreme 1893–prezent | Date climatice pentru New Orleans (New Orleans Int'l), normale 1981–2010, extreme 1893–prezent | Date climatice pentru New Orleans (New Orleans Int'l), normale 1981–2010, extreme 1893–prezent | Date climatice pentru New Orleans (New Orleans Int'l), normale 1981–2010, extreme 1893–prezent | Date climatice pentru New Orleans (New Orleans Int'l), normale 1981–2010, extreme 1893–prezent | Date climatice pentru New Orleans (New Orleans Int'l), normale 1981–2010, extreme 1893–prezent | Date climatice pentru New Orleans (New Orleans Int'l), normale 1981–2010, extreme 1893–prezent | Date climatice pentru New Orleans (New Orleans Int'l), normale 1981–2010, extreme 1893–prezent | Date climatice pentru New Orleans (New Orleans Int'l), normale 1981–2010, extreme 1893–prezent | Date climatice pentru New Orleans (New Orleans Int'l), normale 1981–2010, extreme 1893–prezent | Date climatice pentru New Orleans (New Orleans Int'l), normale 1981–2010, extreme 1893–prezent | Date climatice pentru New Orleans (New Orleans Int'l), normale 1981–2010, extreme 1893–prezent |
| Luna                                                                                           | Ian                                                                                            | Feb                                                                                            | Mar                                                                                            | Apr                                                                                            | Mai                                                                                            | Iun                                                                                            | Iul                                                                                            | Aug                                                                                            | Sep                                                                                            | Oct                                                                                            | Nov                                                                                            | Dec                                                                                            | Anual                                                                                          |
| ---------------------------------------------------------------------------------------------- | ---------------------------------------------------------------------------------------------- | ---------------------------------------------------------------------------------------------- | ---------------------------------------------------------------------------------------------- | ---------------------------------------------------------------------------------------------- | ---------------------------------------------------------------------------------------------- | ---------------------------------------------------------------------------------------------- | ---------------------------------------------------------------------------------------------- | ---------------------------------------------------------------------------------------------- | ---------------------------------------------------------------------------------------------- | ---------------------------------------------------------------------------------------------- | ---------------------------------------------------------------------------------------------- | ---------------------------------------------------------------------------------------------- | ---------------------------------------------------------------------------------------------- |
| Maxima istorică °F (°C)                                                                        | 84 (29)                                                                                        | 85 (29)                                                                                        | 91 (33)                                                                                        | 93 (34)                                                                                        | 99 (37)                                                                                        | 104 (40)                                                                                       | 102 (39)                                                                                       | 103 (39)                                                                                       | 101 (38)                                                                                       | 97 (36)                                                                                        | 92 (33)                                                                                        | 85 (29)                                                                                        | 104 (40)                                                                                       |
| Maxima medie °F (°C)                                                                           | 62.1 (16,7)                                                                                    | 65.4 (18,6)                                                                                    | 71.8 (22,1)                                                                                    | 78.2 (25,7)                                                                                    | 85.2 (29,6)                                                                                    | 89.5 (31,9)                                                                                    | 91.2 (32,9)                                                                                    | 91.2 (32,9)                                                                                    | 87.5 (30,8)                                                                                    | 80.0 (26,7)                                                                                    | 71.8 (22,1)                                                                                    | 64.4 (18)                                                                                      | 78,2 (25,7)                                                                                    |
| Minima medie °F (°C)                                                                           | 44.7 (7,1)                                                                                     | 48.0 (8,9)                                                                                     | 53.5 (11,9)                                                                                    | 60.0 (15,6)                                                                                    | 68.1 (20,1)                                                                                    | 73.5 (23,1)                                                                                    | 75.3 (24,1)                                                                                    | 75.3 (24,1)                                                                                    | 72.0 (22,2)                                                                                    | 62.6 (17)                                                                                      | 53.5 (11,9)                                                                                    | 46.9 (8,3)                                                                                     | 61,1 (16,2)                                                                                    |
| Minima istorică °F (°C)                                                                        | 13 (−11)                                                                                       | 6 (−14)                                                                                        | 26 (−3)                                                                                        | 32 (0)                                                                                         | 41 (5)                                                                                         | 50 (10)                                                                                        | 60 (16)                                                                                        | 60 (16)                                                                                        | 42 (6)                                                                                         | 35 (2)                                                                                         | 24 (−4)                                                                                        | 11 (−12)                                                                                       | 6 (−14)                                                                                        |
| Precipitații inches (mm)                                                                       | 5.15 (130.8)                                                                                   | 5.30 (134.6)                                                                                   | 4.55 (115.6)                                                                                   | 4.61 (117.1)                                                                                   | 4.63 (117.6)                                                                                   | 8.06 (204.7)                                                                                   | 5.93 (150.6)                                                                                   | 5.98 (151.9)                                                                                   | 4.97 (126.2)                                                                                   | 3.54 (89.9)                                                                                    | 4.49 (114)                                                                                     | 5.24 (133.1)                                                                                   | 62,45 (1.586,2)                                                                                |
| Umiditate [%]                                                                                  | 75.6                                                                                           | 73.0                                                                                           | 72.9                                                                                           | 73.4                                                                                           | 74.4                                                                                           | 76.4                                                                                           | 79.2                                                                                           | 79.4                                                                                           | 77.8                                                                                           | 74.9                                                                                           | 77.2                                                                                           | 76.9                                                                                           | 75,9                                                                                           |
| Nr. de zile cu precipitații (≥ 0.01 in)                                                        | 9.3                                                                                            | 8.8                                                                                            | 8.3                                                                                            | 6.9                                                                                            | 7.7                                                                                            | 12.9                                                                                           | 13.6                                                                                           | 13.1                                                                                           | 9.4                                                                                            | 7.7                                                                                            | 7.9                                                                                            | 9.2                                                                                            | 114,8                                                                                          |
| Ore însorite                                                                                   | 153.0                                                                                          | 161.5                                                                                          | 219.4                                                                                          | 251.9                                                                                          | 278.9                                                                                          | 274.3                                                                                          | 257.1                                                                                          | 251.9                                                                                          | 228.7                                                                                          | 242.6                                                                                          | 171.8                                                                                          | 157.8                                                                                          | 2.648,9                                                                                        |
| Sursă: NOAA (relative humidity and sun 1961–1990)                                              |                                                                                                |                                                                                                |                                                                                                |                                                                                                |                                                                                                |                                                                                                |                                                                                                |                                                                                                |                                                                                                |                                                                                                |                                                                                                |                                                                                                |                                                                                                |

## Personalități născute aici
- Marie Laveau (1801 - 1881), practicantă voodoo;
- Katherine Carl (1865 - 1938), pictor;
- Louis Armstrong (1901 - 1971), trompetist de jazz;
- Louis Prima (1910 - 1978), actor, cântăreț;
- Daniel F. Galouye (1920 - 1976), scriitor;
- Truman Capote (1924 - 1984), scriitor;
- John Kennedy Toole (1937 - 1969), romancier;
- Lee Harvey Oswald (1939 - 1963), asasinul președintelui John F. Kennedy;
- Anne Rice (1941 - 2021), scriitoare;
- Grace Zabriskie (n. 1941), actriță;
- Ken Thompson (n. 1943), informatician;
- Dale Archer (n. 1956), psihiatru;
- Corey Johnson (n. 1961), actor;
- Fernando del Valle (n. 1964), tenor;
- Luis Fernando Ochoa (n. 1968), producător, compozitor;
- Phil Anselmo (n. 1968), cântăreț;
- Reese Witherspoon (n. 1976), actriță;
- Anthony Mackie (n. 1978), actor;
- Lil Wayne (n. 1982), rapper;
- Mark Normand (n. 1983), comic;
- Frank Ocean (n. 1987), cântăreț, compozitor;
- Ricky Starks (n. 1990), wrestler.

## Orașe înfrățite
Orașe înfrățite cu New Orleans:
- Caracas, Venezuela
- Durban, Africa de Sud[20]
- Innsbruck, Austria
- Juan-les-Pins, Franța
- Maracaibo, Venezuela
- Matsue, Japonia
- Mérida, Mexic
- Pointe-Noire, Republica Congo
- San Miguel de Tucumán, Argentina
- Tegucigalpa, Honduras

### Înfrățire și parteneriat
- Batumi, Georgia[21]